# ابلیس (فیلم)
ابلیس فیلمی به کارگردانی و نویسندگی احمدرضا درویش محصول سال ۱۳۶۹ است.

## خلاصه داستان
سعید کارمند بخش نظارت پرواز فرودگاه، عضو یک گروه جاسوسی است و اطلاعاتی که به دست می‌آورد در اختیار اعضای گروهش می‌گذارد، در حادثه سقوط هواپیمای ایرباس ایران توسط ناو آمریکایی در خلیج‌فارس خانواده‌اش را از دست می دهد و …

## بازیگران
- خسرو شکیبایی در نقش "سعید"
- اسماعیل سلطانیان در نقش خبرنگار و همسایه‌ی سعید
- نادیا دلدار گلچین در نقش "همسر سعید"
- هوشنگ توکلی
- فخرالدین صدیق‌شریف
- هادی مرزبان
- فریبا کوثری
- علی پویان
- بیوک میرزایی
- صفورا غفوری
- محمد پورستار
- پروین سلیمانی
- نادر رجب‌پور
- حسین راضی
- محبوبه سجادی
- حسین دلیر
- حسن محمدی
- تقی محمودی
- پرویز شفیع‌زاده
- حمیدرضا شفیع‌زاده